# Dries Wuytens
Dries Wuytens (Bruxelles, 18 marzo 1991) è un calciatore belga, difensore dello SK Beveren.

## Carriera

### Club
Cresciuto nella società olandese del PSV, nel 2011 si trasferisce ai belgi del Beerschot giocando per due stagioni in massima serie con 21 presenze all'attivo. Nel 2013 si trasferisce al Willem II con cui ottiene la promozione in Eredivisie al termine della stagione 2013-2014, esordendo quindi anche nella massima serie del campionato olandese.

### Nazionale
Con la nazionale Under-21 belga ha disputato alcune partite di qualificazione agli Europei di categoria del 2015.

## Palmarès

### Club

#### Competizioni nazionali
- Eerste Divisie: 1

Willem II: 2013-2014